# Diet Sayler

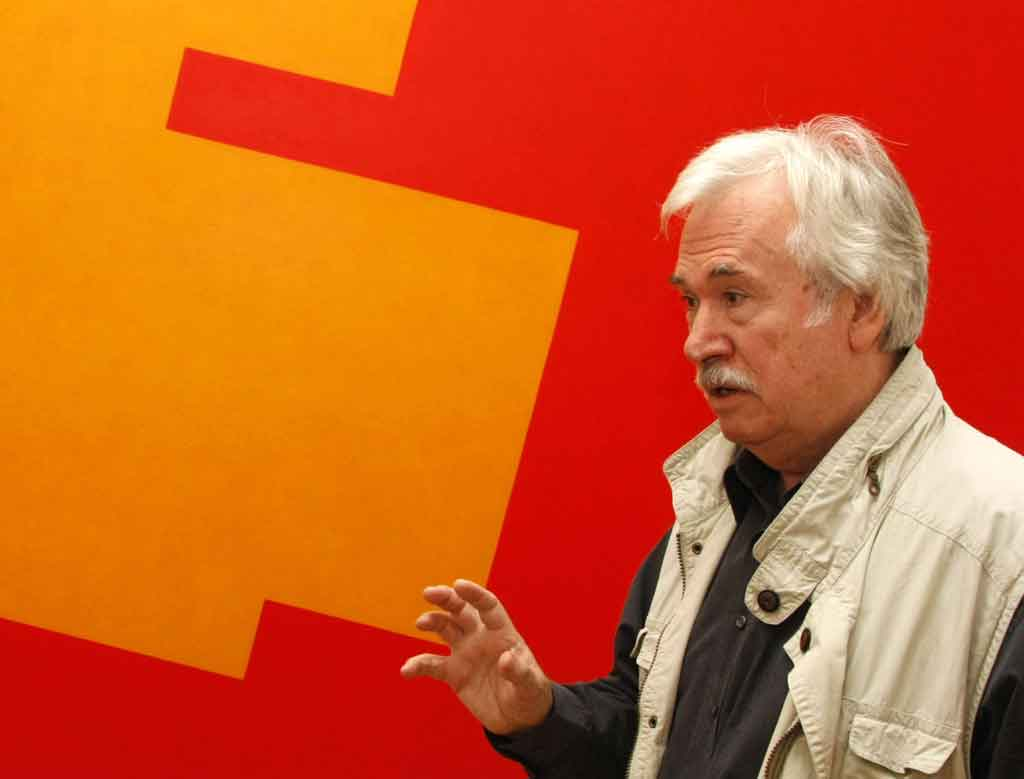
Diet Sayler, Museo de Arte Bayreuth, 2009

Diet Sayler (Timisoara, Rumania, 1939) es un artista y escultor alemán.

## Formación, obras de juventud

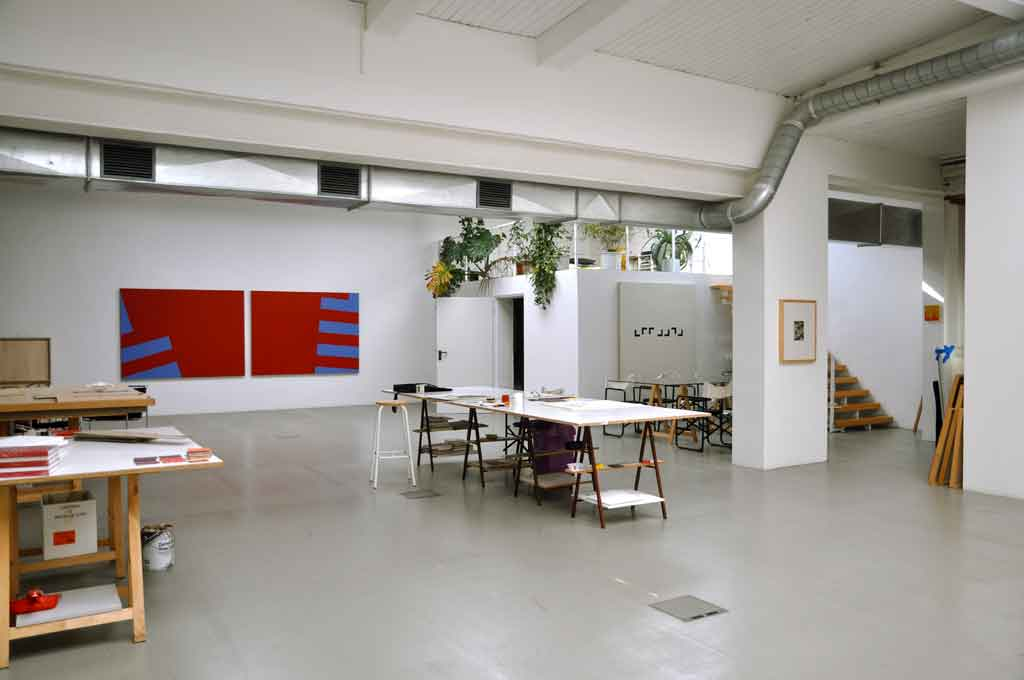
Estudio, Núremberg 2013

Diet Sayler estudió ingeniería (ingeniería civil) en la Universidad Politécnica de Timisoara de 1956 a 1961, y pintura en la clase de Julius Podlipny (en). Al principio de los años sesenta, desarrolla una pintura abstracta, criticada por occidental y decadente, y por ello es excluida de toda muestra. Solo en 1968, en la época de la Primavera de Praga, se lo acepta en la exposición 5 jóvenes artistas (Bertalan, Cotosman, Flondor, Molnar y Sayler), en la Galería Kalinderu Bucarest, allí él puede presentar por la primera vez de arte abstracto-constructivista en Rumanía. Es un choque violento. Diet Sayler se muda a Bucarest y puede presentar sus obras en el extranjero, pero no es autorizado para viajar. En 1971 cambia el ambiente político. Se acaba la Primavera de Praga y con ello las reformas en Bucarest, de aquí en más el trabajo de Diet Sayler no puede ser presentado más. Da varias entrevistas a la prensa extranjera.

## Emigración y exposiciones internacionales

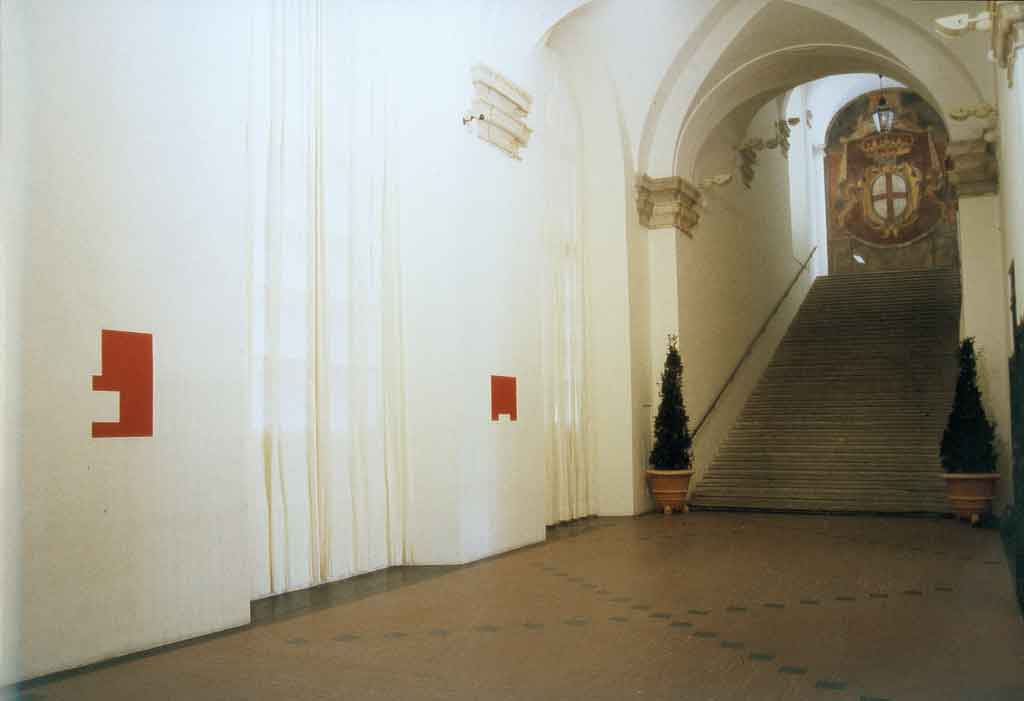
Exposición individual, Palazzo Ducale, Génova 2001

Emigrando a Alemania en 1973, coloca Diet Sayler el centro de su vida y de su trabajo en Núremberg, donde, desde 1976, en adelante, está trabajando también como profesor, mientras sigue su camino artístico. En 1975, por la primera vez presenta sus obras en el Grand Palais de París. Entonces vienen muestras personales en la Galería Grare (París), la Galería Hermanns Múnich, la Galería Lorenzelli Milano, la Galería Edurne Madrid. Por el ahora está presentando sus trabajos en muchos países de Europa occidental, y también en Brasil, Japón, y Estados Unidos. En 1990, después de la caída del Telón de Acero, unas retrospectivas de Diet Sayler son presentadas en Europe del Este, en el Museo Checo Praga, en el Museo Vasarely Budapest, y en el Museo Nacional Bucarest. Las series de muestras Concretas (Konkret), de aquellas es el director, son internacionalmente reconocidas. A ellas participan unos cientos artistas, entre ellos Dan Flavin, Ellsworth Kelly, Kenneth Martin (en), Vera Molnár (de), François Morellet, Aurélie Nemours (fr), Mario Nigro (it), Leon Polk Smith (en), Jesús Rafael Soto. En 1988, organiza Diet Sayler la muestra franco-alemán Construcción y Concepción en Berlín. El mismo año, recibe el Premio Camille Graeser en Zürich. Además de sus exposiciones de pintura, de grabados, de esculturas, de fotografías, cumple una serie de instalaciones en un emplazamiento específico: Galería Grare (París), Palacio Ducal Génova, East West Gallery New York, Iglesia san Pedro Cambridge, Galería A Londres, Catedral de Ely Gran Bretaña, Galería de la Universidad Pilsen, República Checa, MUWA Graz, Austria, Museo CAMEC La Spezia, Italia.

## Enseñanza

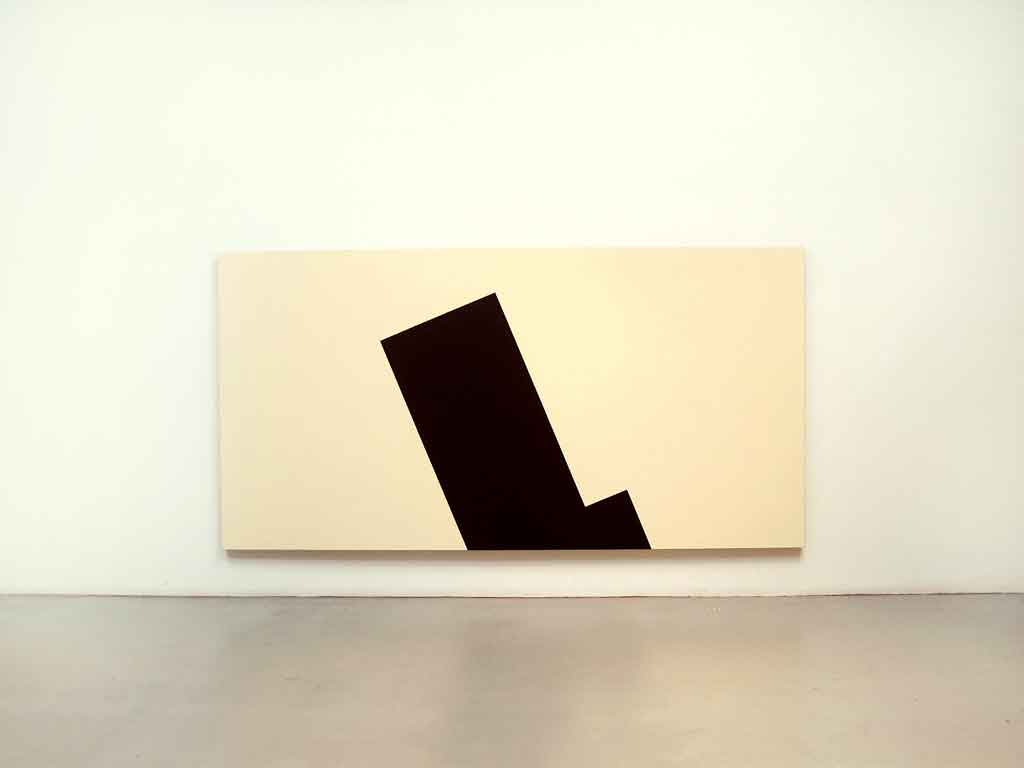
Cimabue 2002, acrílico sobre lienzo, 147 x 287 cm.

Diet Sayler fue profesor en la Academia de las Bellas Artes de Núremberg de 1992 a 2005. En 1995, en calidad de profesor invitado da clases en la Academia Nacional de las Bellas Artes de Oslo. Profesor emérito, dirige en 2006 la XIII Academia de Verano de Plauen (Alemania).

## Obras

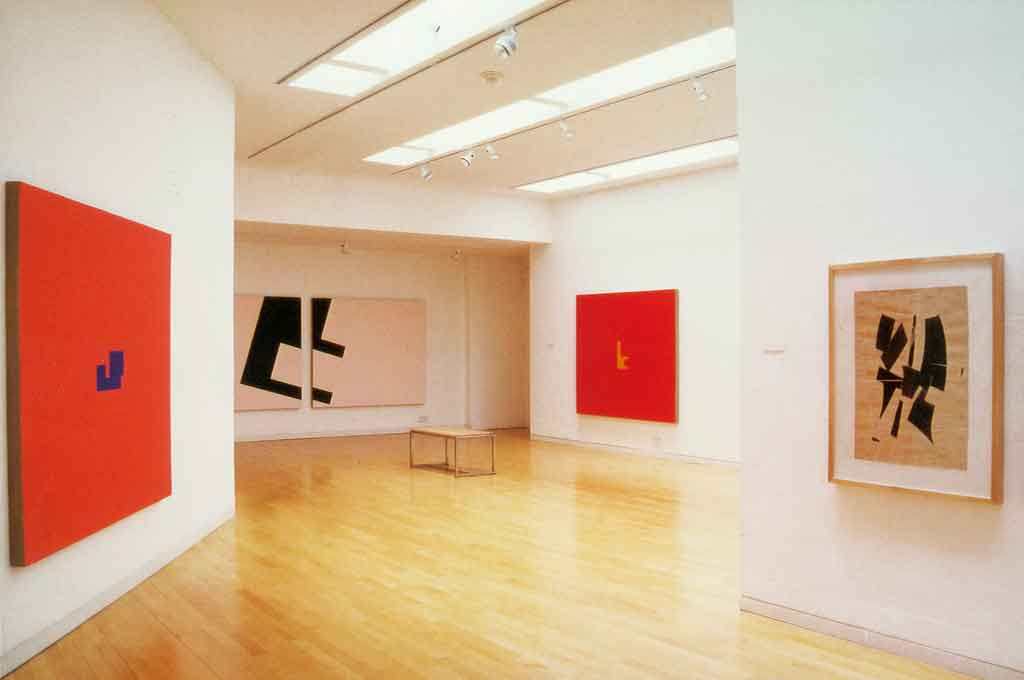
Exposición individual, Kettle's Yard, Universidad de Cambridge, 2000

En su juventud, Diet Sayler manifiesta mucho interés por Malevich y Brancusi. Al principio de su carrera, está inspirado sobre todo por el Suprematismo y por el arte de la Revolución rusa. Estudia las teorías y las obras de De Stijl y del Bauhaus. Entonces, toma al Dadaísmo el concepto de casualidad, en aquel se basa su trabajo. Diet Sayler llega al arte concreto por oposición a la realidad política y a la doctrina del realismo socialista. El gusto del cambio est una constante en su trabajo. Sus primeras obras son muy coloradas. Entonces, en los años cuando esta criticado y rechazado, desaparece el color, y utiliza el blanco y el negros solo. Después del choque cultural de la emigración, emplea únicamente unas líneas finas negras sobre telas blancas. Hacía el fin de los 80, desarrolla un sistema de elementos básicos, volviéndose un repertorio en su pintura. Reaparece el color. Realiza Fragmentos de pintura (Malstücke), Bivalencias (Bivalenzen), y Fragmentos de tiro (Wurfstücke). Al término de los 90, crea obras murales: Cuerpos y Engrams (Norigrammes), instalaciones específicas en emplazamientos, en arquitectura urbana. Paralelamente, desarrolla unas Fugas, especialmente concebidas para los espacios de los museos, de las iglesias o de las galerías.

## Museos
- Albertina, Wien

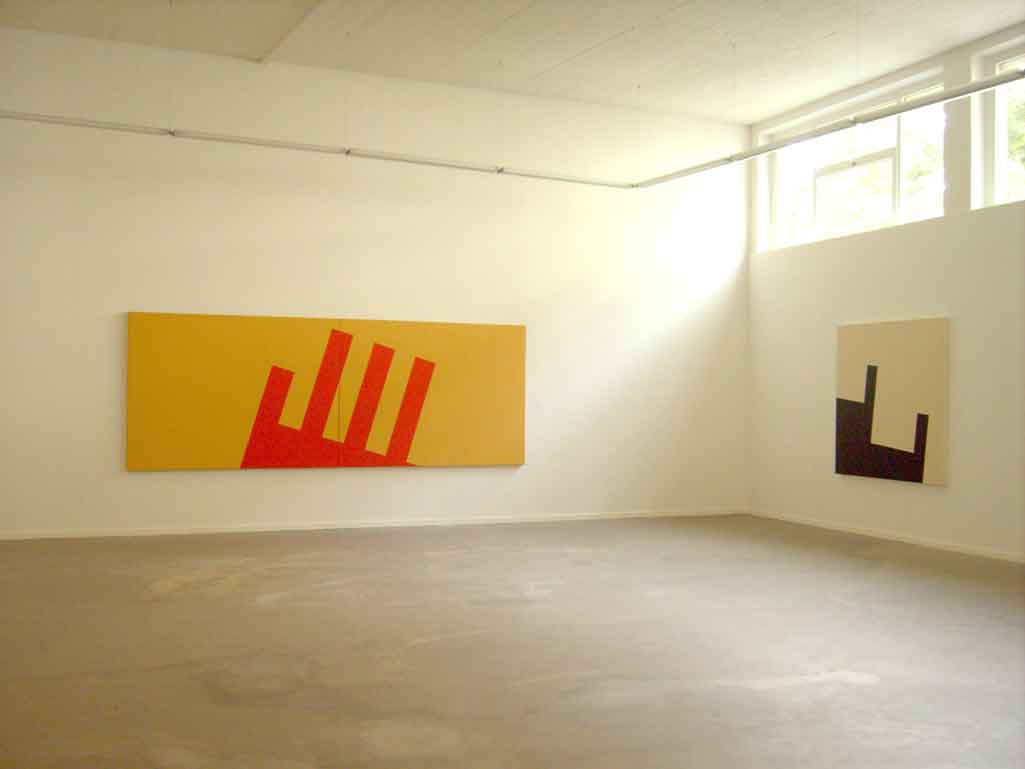
Exposición individual, Galería Ursula Huber, Basilea 2008

- Birmingham Museum and Art Gallery, Birmingham
- Museum of Modern Art, New York City
- Museo de Grenoble, Grenoble
- Kunstmuseum Bayreuth, Bayreuth
- Museum für Konkrete Kunst, Ingolstadt
- Neue Galerie Kassel, Kassel
- Wilhelm Hack Museum, Ludwigshafen
- Neues Museum Nürnberg, Nürnberg
- Kunstforum Ostdeutsche Galerie, Regensburg
- Museum Ritter, Waldenbuch
- Museum im Kulturspeicher, Würzburg
- Nationalmuseum Bukarest, Bukarest
- Muzeul de Artă Timișoara, Timișoara
- Museu de Arte Moderna do Rio de Janeiro, Río de Janeiro

## Muestras, Selección desde 2000
- 2013

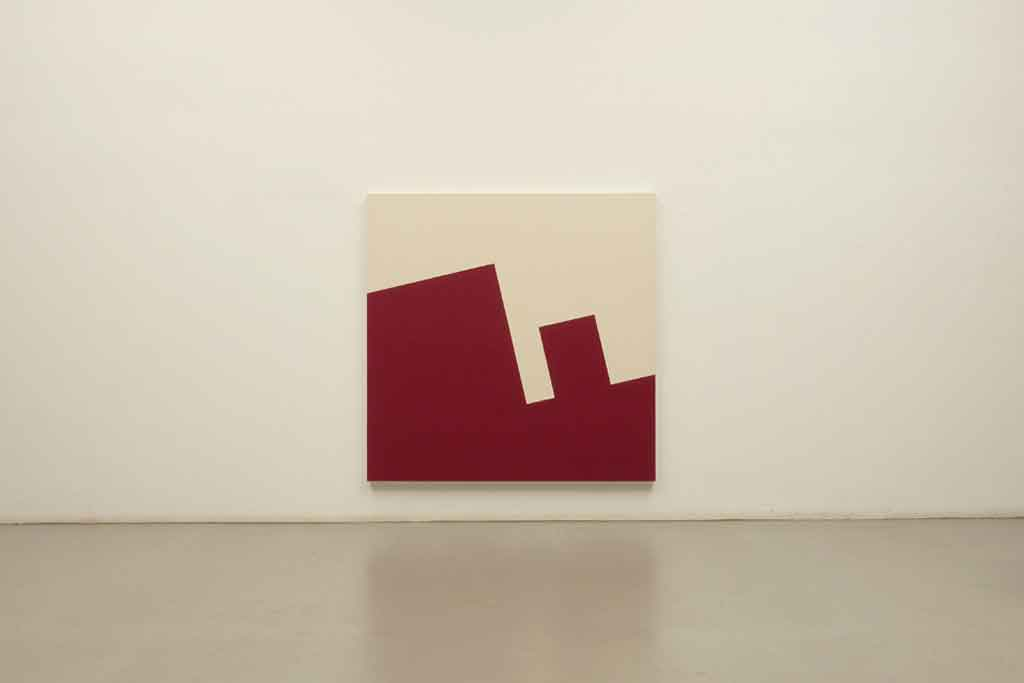
Figueras 2004, acrílico sobre lienzo, 150x150cm.

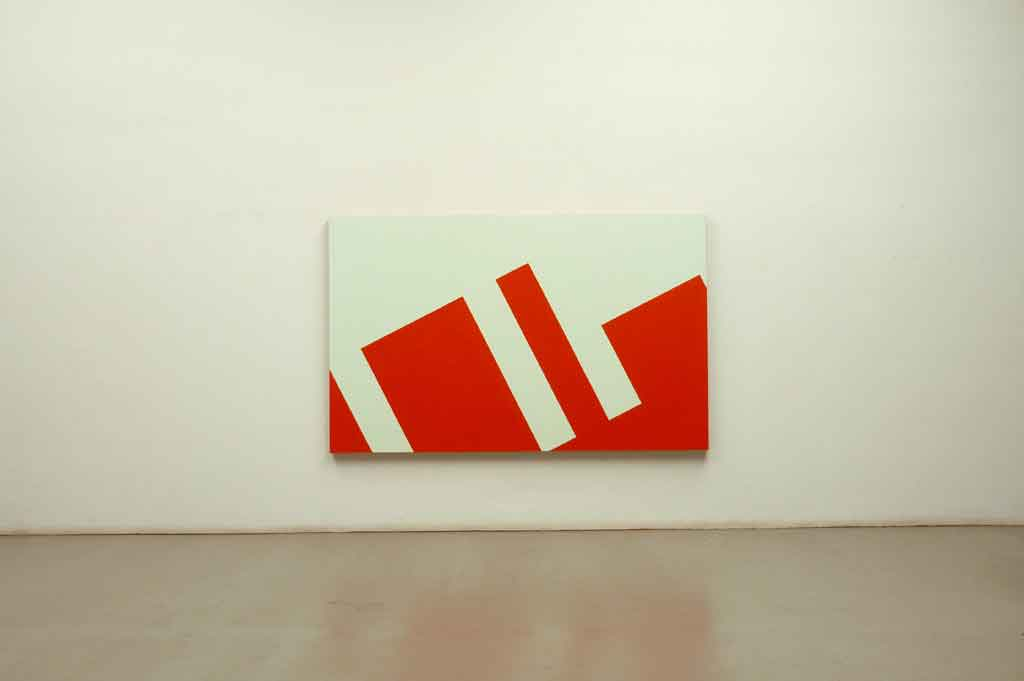
Río de la Plata 2014, acrílico sobre lienzo, 128 x 204cm.

  - Diet Sayler: Die Realität der Poesie. Neues Museum Nürnberg
  - Neue Galerie – neu gesehen. Neue Galerie, Kassel
  - Structure & Energie. The Need for Abstraction. 418 Gallery, Bucharest
- 2012
  - Chance as Strategy. Vasarely Muzeum, Budapest
  - Ornamentale Strukturen. Kunstverein Pforzheim
  - Künstler aus Rumänien im Ausland. Galerie Emilia Suciu, Ettlingen
- 2011
  - Schöne Aussichten. Wiedereröffnung der Neuen Galerie. Neue Galerie, Kassel.
  - Ornament - Seriality. Vasarely Museum Budapest.
  - De líneas, formas, medidas, color y materia. Galería Edurne, Madrid.
  - Diet Sayler: Norigramme. Muzeul de Arta, Timisoara.
  - Ornamental Structures. Stadtgalerie Saarbrücken.
- 2010
  - Diet Sayler: Fuga ligure. Museo CAMeC, La Spezia.
  - Diet Sayler: Fuge. Museum der Wahrnehmung, Graz.
  - Couleur & Geometrie. Actualité de l´art construit européen. Musées de Sens.
  - Die Neue Galerie - Auftritt im Schloss Neue Galerie, Kassel.
  - Twentysix Gasoline Stations Ed Altri Libri DArtista. Museo Regionale di Messina.
- 2009
  - Diet Sayler: Malerei lügt nicht. Kunstmuseum Bayreuth.
  - L'oblique. Musée du Chateau de Montbéliard.
  - Diet Sayler: La Pittura non mente. Fortuna Arte, Messina.
  - Reflections upon Drawing. BWA Lublin.
  - Spazio Libro d’Artista. Palazzo Manganelli, Catania.
  - Sehen ganz nah und sehr fern. Städtische Galerie Erlangen.
- 2008
  - Diet Sayler. Galerie Ursula Huber, Basel.
  - Diet Sayler. Galerie der Moderne, München.
  - Diet Sayler. Retrospektive Städtische Galerie Erlangen.
  - Arhiva Demarco. Brukenthal National Museum Sibiu.
  - Dialog der Generationen. Forum konkrete Kunst, Erfurt.
  - Intelligible Non-Violent. Art Atlas Sztuki, Lodz.
- 2007
  - Still & Konsequent. Die Sammlung Uwe Obier, Kunstverein Siegen.
- 2006
  - Bewegung im Quadrat. Museum Ritter, Waldenbuch.
  - Kolekcja W centrum wydarzen. Zacheta, Lublin.
  - Diet Sayler. University Gallery Pilsen.
  - Diet Sayler und Tatsushi Kawanabe. kunst galerie fürth, Fürth.
  - Diet Sayler. BWA Lublin.
  - Motiva. Austria Center Vienna, Wien.
  - Square. Eröffnungsausstellung Museum Ritter, Waldenbuch.
  - Identidades. Galería Edurne, Madrid.
- 2005
  - Stets Konkret. Die Hubertus Schoeller Stiftung. Leopold Hoesch Museum, Düren.
  - Diet Sayler. Galerie Uwe Sacksofsky, Heidelberg.
  - La boite en valise oder Die Neue Welt liegt mitten in Europa. Academy of Fine Arts, Prag.
  - Gelb und Gold. Galerie Linde Hollinger, Ladenburg.
  - experiment konkret. Museum für Konkrete Kunst, Ingolstadt.
- 2004
  - Europa konkret. Altana Galerie, Dresde.
- 2003
  - Kunst zeigt, was man nicht sieht. Städtische Galerie Erlangen.
  - Diet Sayler. Galerie Linde Hollinger, Ladenburg.
  - Diet Sayler. Galerie Kunst im Gang, Bamberg.
  - Konkrete Kunst - Einheit und Vielfalt. Kunsthalle Villa Kobe, Halle.
- 2002
  - Segni e contesti. Studio B2, Genua.
  - Diet Sayler., Nottingham Trent University.
- 2001
  - Diet Sayler: Geometria e tempo. Palazzo Ducale, Genua.
  - Kunst für Kaliningrad-Königsberg. Kaliningrad State Art Gallery.
- 2000
  - Diet Sayler. Czech Museum of Fine Arts, Prag.
  - Diet Sayler. Retrospective Kettle´s Yard, Cambridge.

## Monografías y catálogos

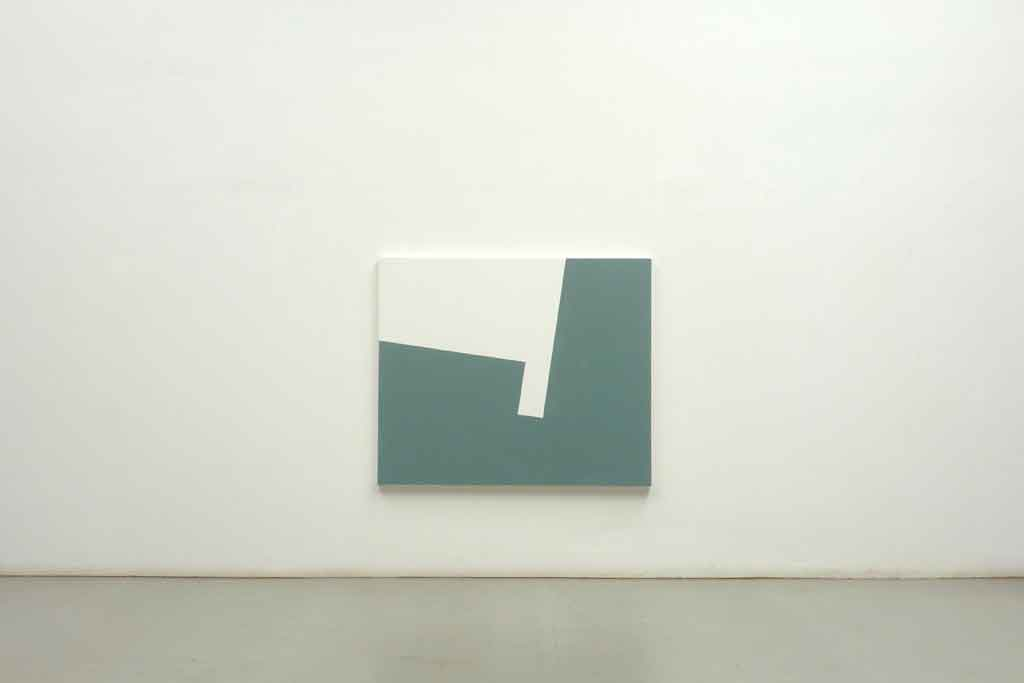
Taranto 2014, acrílico sobre lienzo,100x120cm.

- Anca Arghir, Eugen Gomringer: Diet Sayler. Veränderung. Galerie Herrmanns, München 1979.
- Lucio Barbera, Saro Gulletta: Diet Sayler. 18 Aprile – 31 Maggio 2009, galería fortuna arte: Messina 2009.
- Max Bense, Diet Sayler: Diet Sayler. Ausstellungskatalog [Zeichnungen, Bilder, Fotos; Ausstellung vom 16. Mai - 9 Juni 1978, Studiengalerie, Studium Generale, Univ. Stuttgart]. Stuttgart 1978.
- Viana Conti, Pier Giulio Bonifacio, Hanswalter Graf, Diet Sayler: Geometrie di confine. Tre casi. Bonifacio Graf Sayler; dal 19 gennaio al 18 febbraio 1995. Galleria Orti Sauli. Génova 1995.
- Richard W. Gassen, Roxana Theodorescu, Jan Sekera, Michael Harriso, Vera Molnar, Lida von Mengden, Dora Maurer, Jan Andrew Nilsen, Waldo Balart, Nathan Cohen, Paul Brand, Ward Jackson, Mel Gooding, Joachim Heusinger von Waldegg, Paul Gherasim: Diet Sayler. Monographie, Verlag für moderne Kunst Nürnberg 1999.
- Eugen Gomringer; Diet Sayler: fünf linien. fünf worte. Mappenwerk. Ingolstadt 1976.
- Eugen Gomringer, Hans Jörg Glattfelder, Lida von Mengden, Herwig Graef, Vera Molnar, Ruth Ziegler, Ewald Jeutter, Michael Eissenhauer, Michael Harrison, Vincenzo Accame: Sich ein Bild machen von Diet Sayler. Monographie. Graef Verlag, Nürnberg 2007.
- Saro Gulletta, Lucio Barbera, Ruth Ziegler, Vincenzo Accama, Michael Eissenhauer, Marcello Faletra, Michael Harrison, Herwig Graef, Diet Sayler, Diet: La pittura non mente. Painting does not lie. Monografía. Magika Edizioni. Messina 2009.
- Bernhard Kerber, Diet Sayler: Diet Sayler. Mai 1984, Ausstellungskatalog, Galerie Brigitte Hilger, Aachen. Aachen 1984.
- Lida von Mengden: Diet Sayler. Monographie. Verlag für moderne Kunst, Nürnberg 1994.
- Jürgen Morschel, Diet Sayler: Diet Sayler. Linien. 6. Juni-14. August 1982 Artforum Frankfurt. Frankfurt 1982.
- Uwe Obier: Vera Röhm, Diet Sayler. 5. Juli - 11. August 1991. Städtische Galerie Lüdenscheid 1991.
- Diet Sayler: Fünf Linien. Text von Elisabeth Axmann. Mappenwerk. Friedberg 1983.
- Diet Sayler: Sieben Linien. Text von Heiner Stachelhaus. Mappenwerk. Friedberg 1983.
- Diet Sayler: Vier Linien. Text von Dietmar Guderian. Mappenwerk. Friedberg 1983.
- Diet Sayler (Hg.): 10 Jahre Klasse Sayler. Akademie der Bildenden Künste in Nürnberg, 1993 - 2003; [anlässlich der Ausstellungen Klasse Sayler: Kunstverein Hochfranken Selb 1. Juni - 12. Juli 2003, Akademie der Bildenden Künste Nürnberg 12. November - 14. Dezember 2003]. Nürnberg 2003.
- Lucie Schauer: Vera Röhm, Diet Sayler. Körper Zeit Bewegung; Neuer Berliner Kunstverein 10. April - 12. Mai 1990; Wilhelm-Hack-Museum Ludwigshafen 11. August - 23. September 1990. Neuer Berliner Kunstverein. Berlín 1990.
- Helmut Schneider, Diet Sayler: Diet Sayler. Ausstellung 3. März - 30. April 1983 Galerie Hermanns. Galerie Hermanns. München 1983.
- Peter Volkwein: Diet Sayler, Basis-Konzepte. Museum für Konkrete Kunst Ingolstadt, 19. März 1993 - 18. April 1994; Muzeul Banatului, Timisoara, 15. Oktober - 30. November 1993; BWA Museum, Lublin, 10. Dezember 1993 - 26. Januar 1994. Ingolstadt 1994.

## Páginas Web
- Offizielle Website
- www.kunstaspekte.de
- www.artfacts.net
- www.artfacts.net-ausstellungen
- www.museum-ritter.de Archivado el 19 de diciembre de 2012 en Wayback Machine.